# 2011 DS
2011 DS とは、アポロ群に属する地球近傍小惑星の1つ。

## 軌道の性質
2011 DS は、軌道長半径1.035AU、公転周期384.8日の地球近傍小惑星である。軌道離心率は0.230あり、近日点は金星軌道に近い0.798AU、遠日点は地球軌道と火星軌道のほぼ中間である1.273AUである。軌道傾斜角はわずか0.279度である。このため、頻繁に地球に対して接近し、稀に金星に接近する軌道を持つ。地球軌道との最小距離は21万3000kmである。
その公転軌道のため、2011 DS は頻繁に地球に対して接近する。1900年1月1日から2200年12月31日までの間に、2011 DS は地球に対して月の軌道の内側に入り込む可能性が5回ほどある。これは 2010 JL88 と並んで最多の接近回数である。ただし、その軌道計算の精度が十分ではないため、以下の表に示す通り予想接近距離は十分な精度ではない。
| 接近日時 (UTC)     | 接近日時 (UTC) | 最接近距離 （万km） | 最接近距離 （万km） | 最接近距離 （万km） |
| 日時               | 誤差           | 最短                | 最適                | 最長                |
| ------------------ | -------------- | ------------------- | ------------------- | ------------------- |
| 1966年2月18日18:46 | 10時間16分     | 21.8                | 356                 | 690                 |
| 1978年8月12日23:34 | 1日15時間38分  | 27.8                | 1345                | 2778                |
| 1981年2月22日09:06 | 1日14時間6分   | 23.4                | 1465                | 2824                |
| 2047年8月14日21:32 | 1日17時間2分   | 32.3                | 382                 | 6044                |
| 2050年2月18日09:19 | 5時間26分      | 20.2                | 241                 | 1045                |

## 物理的性質
2011 DS は絶対等級26.9という極めて小さな値の小惑星であり、推定直径は13m、推定質量は3300tである。累計で0.0015%の衝突確率があり、衝突した場合の相対速度は12.92km/sで、放出されるエネルギーはリトルボーイの約4倍程度である。